# Zielona linia (Cypr)

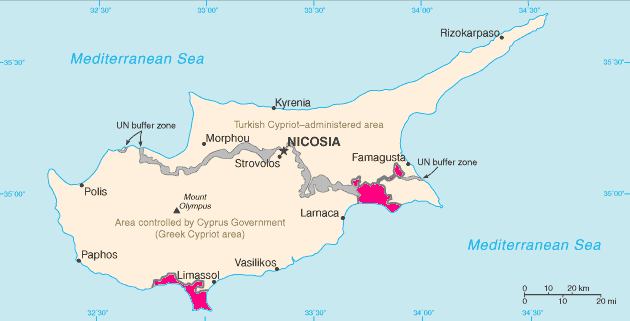
Mapa obrazująca podział Cypru. Na szaro zaznaczono strefę zdemilitaryzowaną (popularnie zwaną zieloną linią)

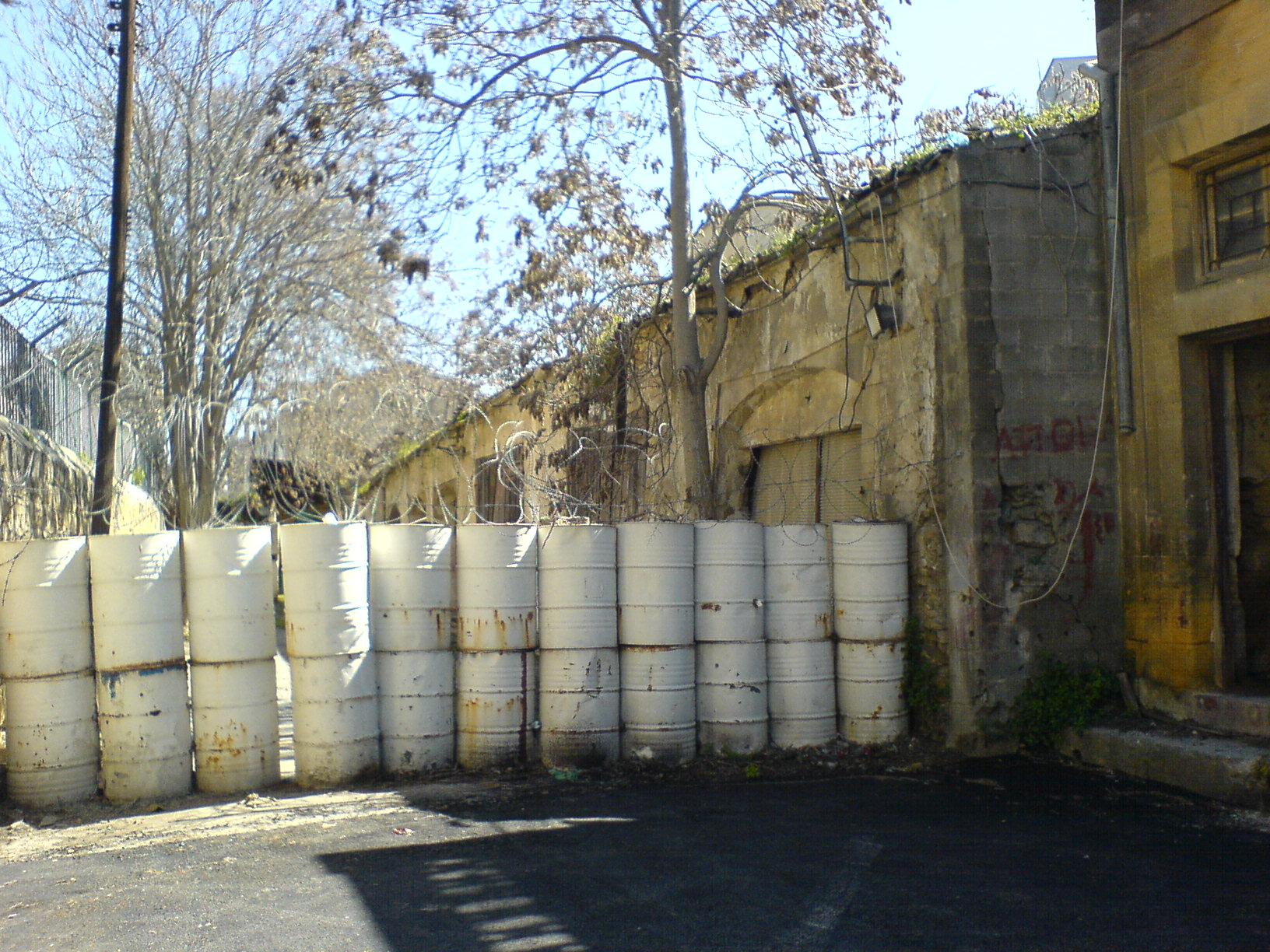
Zasieki w centrum Nikozji

Zielona linia – faktyczna linia podziału Cypru, stanowiąca granicę między zamieszkaną przez Greków Republiką Cypru na południu a Turecką Republiką Cypru Północnego. Zielona Linia ma powierzchnię 346 km²

## Historia
Linia została po raz pierwszy wyznaczona w 1964 przez generała Petera Younga, dowódcę stacjonujących na Cyprze międzynarodowych sił pokojowych, wysłanych tam po wybuchu walk między obiema zamieszkującymi wyspę społecznościami. Nazwa miała wziąć się od koloru pisaka, którym generał wyrysował linię na mapie.
Po inwazji wojsk tureckich na Cypr w 1974 i ustanowieniu trwałego podziału wyspy, przekraczanie linii stało się praktycznie niemożliwe. Stan ten dodatkowo umocniło ogłoszenie niepodległości Cypru Północnego (uznała ją tylko Turcja) w 1983. Po przystąpieniu Cypru – formalnie całego, w praktyce tylko południowej części – do Unii Europejskiej w 2004 roku, obywatele państw UE (w tym Polski) zyskali prawo do przekraczania linii na wyznaczonych przejściach granicznych. Można to uczynić na podstawie ważnego paszportu lub dowodu osobistego jednego z państw UE. W 2017 roku zniesiono obowiązek wizowy.
Linia ma obecnie postać strefy zdemilitaryzowanej o szerokości od kilkuset do zaledwie kilku metrów, w zależności od miejsca. W Nikozji przechodzi ona przez samo centrum, dzieląc stolicę Cypru na pół. Strefa pozostaje pod zarządem ONZ i jest strzeżona przez żołnierzy sił UNFICYP. Na jej terenie znajduje się też duża część nieruchomości tej misji.